# Gõ kiến xanh châu Âu
Gõ kiến xanh châu Âu (danh pháp hai phần: Picus viridis) là một loài chim gõ kiến. Có bốn phân loài và hiện diện ở hầu hết các khu vực châu Âu và Tây Á. Tất cả đều có màu xanh lá cây trên lưng, phần dưới màu vàng nhạt màu, một chiếc mào và sọc dưới cằm màu đỏ trong đó có một trung tâm màu đỏ ở con trống, nhưng là tất cả màu đen ở con mái.
Chim gõ kiến xanh châu Âu ăn kiến trên mặt đất và không thường gõ trên cây như loài chim gõ kiến khác. Nó là một loài chim nhút nhát nhưng thường thu hút sự chú ý với tiếng kêu lớn của nó. Nó làm tổ ở một lỗ đục trong thân cây, nó đẻ từ 4-6 quả trứng và nở sau 19-20 ngày ấp.

## Hình ảnh

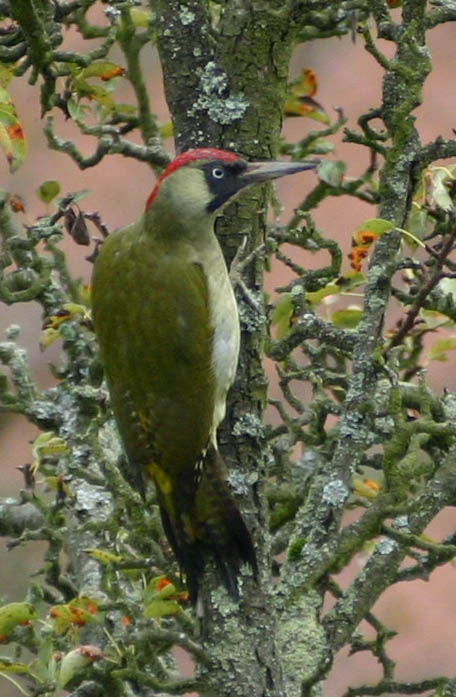
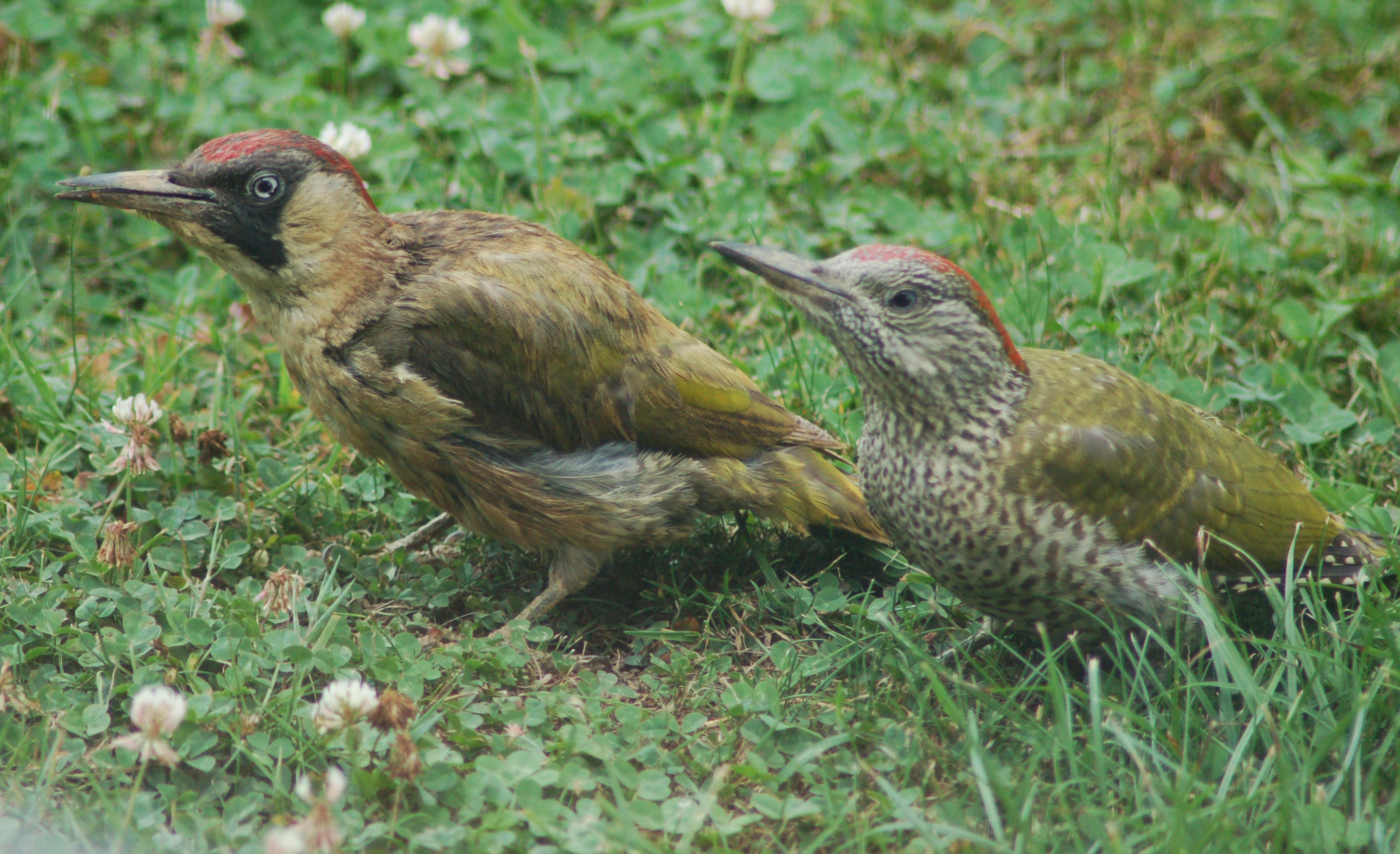
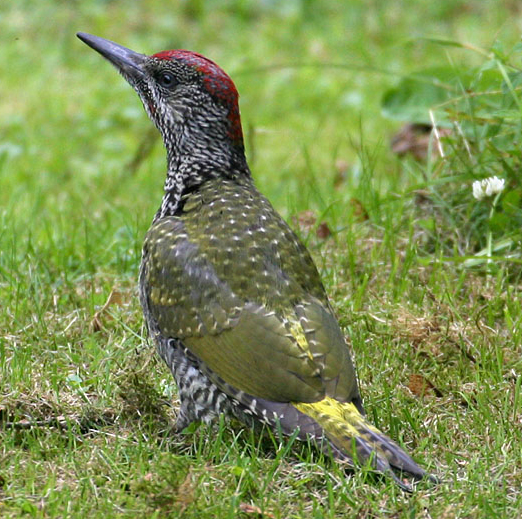
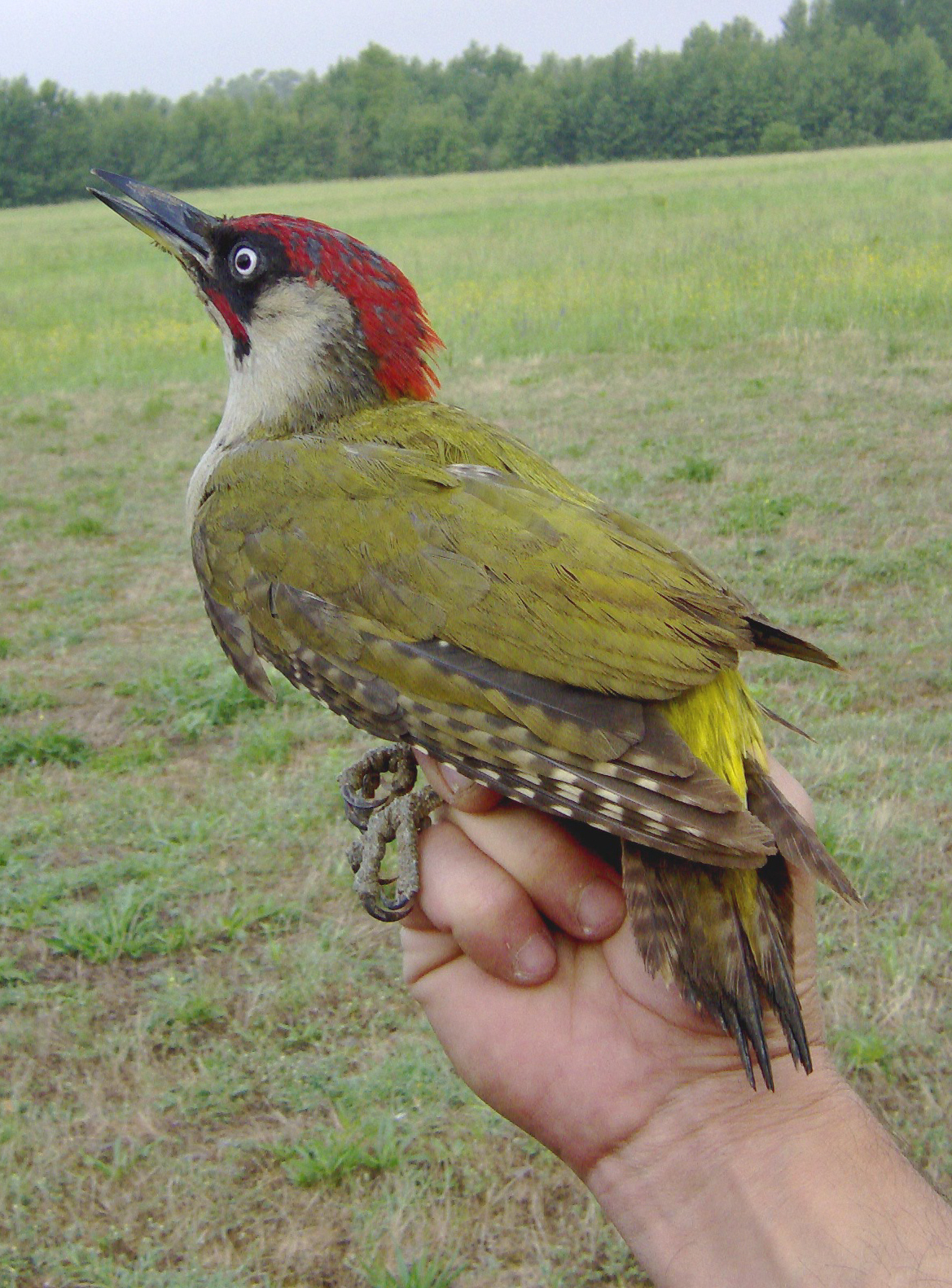
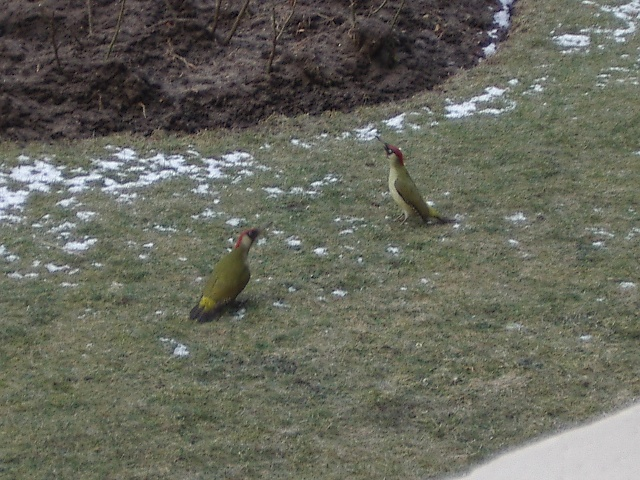
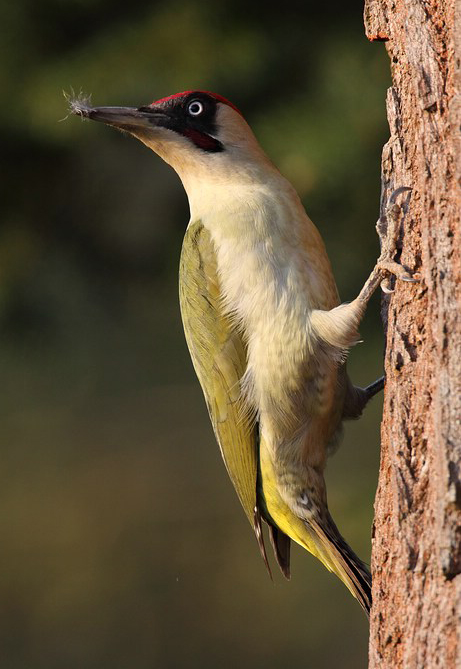
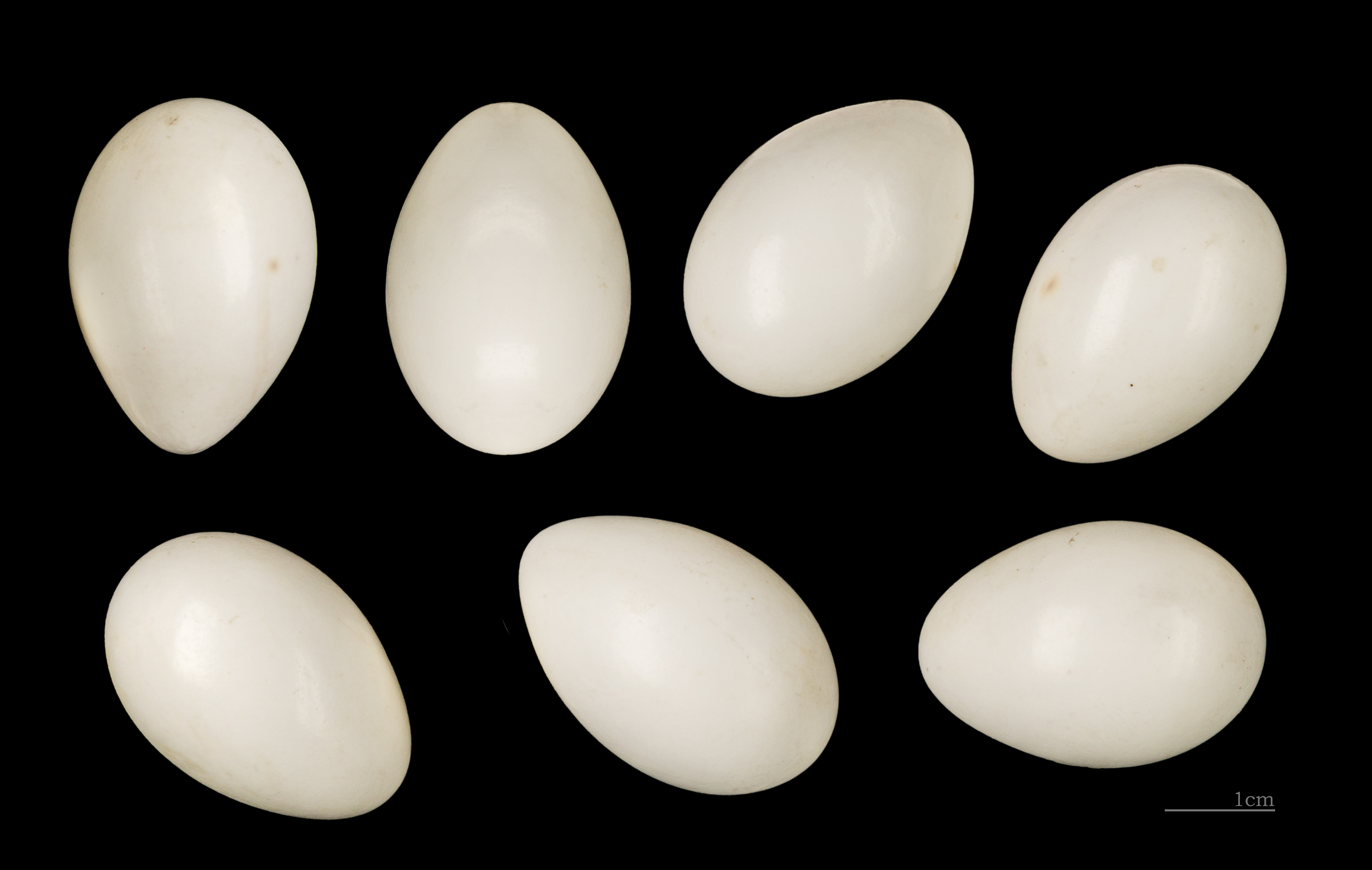

## Phân phối và môi trường sống
Hơn 75% phạm vi của chim gõ kiến xanh châu Âu là ở châu Âu, nơi mà nó không hiện diện ở một số khu vực phía bắc và đông và từ Ireland, Greenland và quần đảo Macaronesia, còn nơi khác thì phân bố rộng rãi. Hơn một nửa số lượng loài này ở châu Âu được cho là ở Pháp, Tây Ban Nha và Đức, với một số lượng đáng kể cũng ở Bồ Đào Nha, Vương quốc Anh, Thụy Điển, Nga, Croatia, România và Bulgaria.. Nó cũng hiện diện ở phía tây châu Á.
Chim gõ kiến xanh châu Âu có một phạm vi lớn và mức độ toàn cầu ước khoảng giữa 1 triệu đến 10 triệu km vuông, và số lượng trong khu vực của 920.000 đến 2,9 triệu cá thể. Số lượng các cả thể tỏ ra được ổn định, do đó, loài này được xem là loài ít quan tâm. Loài này rất ít di cư và cá nhân hiếm khi di chuyển nhiều hơn khoảng 500 m giữa mùa sinh sản.